# Osmia ribifloris
Osmia ribifloris és una espècie d'himenòpter apòcrit de la família Megachilidae pròpia dels Estats Units, especialment de les regions costaneres de Califòrnia. És una de les diverses espècies anomenades abelles blaves. Aquesta abella solitària generalment recol·lecta pol·len de pomera, però també pol·linitza els nabius blaus, per això de vegades se la utilitza amb finalitats comercials.